# Asa Brebner
Asa Brebner (21. listopadu 1953 – 9. března 2019) byl americký kytarista a zpěvák. Roku 1977 se stal baskytaristou kapely Jonathan Richman and the Modern Lovers, se kterou nahrál album Back in Your Life (1979). Ještě před vydáním desky se však kapela rozpadla. V roce 1978 spoluzaložil skupinu Robin Lane & the Chartbusters, která na počátku osmdesátých let vydala dvě dlouhohrající desky a jedno extended play. V letech 1984 až 1986 opět hrál s obnovenou kapelou Jonathan Richman and the Modern Lovers, tentokrát již coby kytarista. Později vydal několik sólových alb. Zemřel v roce 2019 ve věku 65 let na infarkt myokardu. Několik týdnů před smrtí odehrál dva reunionové koncerty se skupinou Robin Lane & the Chartbusters.